# Popis Indijanskih plemena Arizone

## A
- Acachin, →selo, Papago
- Agua Escondida, →selo, (možda Pima ili Papago,)
- Agua Fria, →selo, (možda Pima)
- Agwa'da, selo, Nyav-kopai
- Ahakwedehor, selo, Yuma
- Aicatum, →selo, Maricopa
- Alamos, →selo, Sobaipuri
- Alcalde, →selo (možda Papago)
- Amanyochilibuh →selo, Cocopa
- Amoque →selo, Maricopa
- Ana, →selo, Papago
- Anicam, →selo, Papago
- Aopomue →selo, Maricopa
- Aqui →selo, Maricopa
- Aquimundurech, →selo, Maricopa
- Aquitun, →selo,  Pima
- Aranca, dva sela, →  Pima
- Areitorae, →selo, Papago
- Arenal, →selo, (možda Pima)
- Aribaiba, →selo, Sobaipuri
- Aritutoc, →selo, Maricopa
- Arivaca, →selo,  Pima
- Arroyo Grande, →selo,  Pima
- Asumpción →sela, Halchidhoma
- Ati, →selo, Papago
- Atiahigui  →selo, Maricopa
- A'u'ewawa →selo, Cocopa
- Avikwotapai, selo, Yuma
- Awatobi, →selo, Hopi
- Awiahamoka →selo, Cocopa
- awikukapa →selo, Cocopa
- Awisinyai →selo, Cocopa
- Aycate, →selo, Maricopa

## B
- Babasaqui, →selo, Papago
- Babisi, →selo,  (možda Sobaipuri)
- Bacapa, →selo, Papago
- Bacuancos, →selo,  Pima
- Baguiburisac, →selo, (možda Maricopa)
- Baicadeat, →selo, Sobaipuri
- Baipia, →selo, Papago
- Bajío, →selo, Papago
- Batequi, →selo, Papago
- Bisani, →selo,  Pima
- Blackwater. →selo,  Pima
- Boca del Arroyo, →selo, Papago
- Bonostac, →selo,  Pima
- Busac, →selo, (možda Sobaipuri)
- Busanic, →selo,  Pima

## C
- Caborh, →selo, Maricopa
- Caborica, →selo, Maricopa
- Caborica, →selo, Papago
- Caca Chimir, (možda Papago)
- Cachanila, probably Pima,
- Cahuabi, →selo, Papago
- Camani, →selo, (možda Sobaipuri)
- Canoa, →selo, Papago
- Cant, →selo (možda Maricopa)
- Casa Blanca, →selo, Pima
- Casca, (možda Papago)
- Causac, →selo, Sobaipuri
- Cerrito, →selo,  (možda Pima)
- Cerro Chiquito, →selo,  (možda Pima)
- Charco, (možda Papago)
- Chemisez, →selo,  Pima
- Chimethi'ap, selo, Soto'lve-kopa
- Chiora, (možda Papago)
- Chivekaha', →selo, Kwe'va-kopai
- Choutikwuchik, →selo, Maricopa
- Chuba, →selo, Papago
- Chupatak, →selo,  Pima
- Chutikwuchik. →selo,  Pima
- Chuwutukawutuk, →selo,  Pima
- Coat, →selo, (možda Maricopa)
- Coca, →selo, Papago
- Cocoigui →selo, Maricopa
- Cocopa
- Cocospera, →selo,  Pima
- Cohate →selo, Maricopa
- Comac, →selo,  Pima
- Comarchdut →selo, Maricopa
- Comarsuta, →selo, Sobaipuri
- Comohuabi, →selo, Papago
- Cops, →selo, Papago
- Crozier (Američko ime), selo, Ko'o'u-kopai
- Cuaburidurch →selo, Maricopa
- Cubac, →selo, Papago
- Cuculato →sela, Cocopa
- Cudurimuitac →selo, Maricopa
- Cuitoat, →selo, Papago
- Cujant, →selo, Papago
- Cumaro, →selo, Papago

## D
- Djimwa'nsevio", selo, Kwe'va-kopai
- Djiwa'ldja, selo, Ko'o'u-kopai
- Dueztumac, →selo, Maricopa

## E
- Elogio, →selo, Papago
- Esinyamapawhai →selo, Cocopa
- Esqugbaag, →selo, (možda Sobaipuri)
- Estancia, →selo,  Pima
- EweshespiL →selo, Cocopa

## F
- Fresnal, →selo, Papago

## G
- Gaibanipitea, (možda Pima)
- Gohate →selo, Maricopa
- Guadalupe, →selo, Papago
- Gubo, →selo (možda Papago)
- Guevavi, →selo, Sobaipuri
- Guias →selo, Maricopa
- Guitciabaqui, →selo, Papago

## H
- Ha-djiluwa'ya, →selo, Kwe'va-kopai
- Hadu'-ba, selo, Mata'va-kopai
- Hai'ya,  selo, Mata'va-kopai
- Hak-tala'kava, selo, Ko'o'u-kopai
- Háka-tovahádja, selo, Soto'lve-kopai
- Hakamuê", selo, Soto'lve-kopai
- Hake-djeka'dja, → selo Hua'la-pai,
- Ha'ke-takwi'va, selo, Nyav-kopai
- Hakeskia'l, → selo, Hakia' tce-pai
- Hakia'ch,  → selo, Hakia' tce-pai
- Hakia' tce-pai →Hualapai
- Haksa", selo, Nyav-kopai
- Haktutu'deva, selo, Ko'o'u-kopai
- Halchidhoma
- Halyikwamai
- Hamté", selo, Soto'lve-kopa
- Hano →Tewa
- Ha'nya-djiluwa'ya, selo, Nyav-kopai
- Hapu'k, →selo, Kwe'va-kopai
- Harsanykuk, →selo,  Pima
- Hathekáva-kió,  selo, Mata'va-kopai
- Ha'theweli'-kio', selo, Soto'lve-kopa
- Hauwala →selo, Cocopa
- Havasupai
- Hê'i, selo, Ko'o'u-kopai
- Hermho, →selo,  Pima
- Heyauwah →selo, Cocopa
- Hiatam, →selo,  Pima
- Hinama, →selo, Maricopa
- Hiyayulge →selo, Maricopa
- Homolobi, →selo, Hopi
- Hopi
- Hormiguero, (možda Pima)
- Hua'la-pai, →Hualapai
- Hualapai (Walapai)
- Huchiltchik, →selo,  Pima
- Hueso Parado, →selo, Maricopa
- Hueso Parado, →selo,  Pima, s Maricopa,
- Huksil selo, Yuma
- Huwuskót,  selo, Mata'va-kopai

## I
- Ilwi'-nya-ha',→ selo Hua'la-pai,
- Imuris, →selo,  Pima
- Ivthi'ya-tanakwe, selo, Soto'lve-kopa

## J
- Jiaspi, →selo, Sobaipuri
- Juajona, →selo, Papago
- Juamalturgo, →selo, Sobaipuri (ili Pima)
- Judac, →selo,  Pima
- Junostaca, →selo, Papago

## K
- Kahwága,  selo, Mata'va-kopai
- Kahwa't → selo Hua'la-pai,
- Kamatukwucha, →selo,  Pima
- Kamit, →selo,  Pima
- Ka'nyu'tekwa',  → selo, Hakia' tce-pai
- Karukhap →selo, Cocopa
- Katha't-nye-ha', selo, Ko'o'u-kopai
- Kawoltukwucha, →selo,  Pima
- Kenyua'tci, selo, Soto'lve-kopa
- Kewevikopaya →Yavapai
- Khauweshetawes →selo, Maricopa
- Kikimi, →selo,  Pima
- Kisakobi, →selo, Hopi
- Kohuana
- Kookupvansik, →selo,  Pima
- Ko'o'u-kopai →Hualapai
- Kuchaptuvela, →selo, Hopi
- Kwakwa', →selo, Kwe'va-kopai
- Kwal-hwa'ta, →selo, Kwe'va-kopai
- Kwatchampedau →selo, Maricopa
- Kwatehá, selo, Soto'lve-kopa
- Kwatha'wa, →selo, Kwe'va-kopai
- Kwa'thekithe'i'ta,  selo, Mata'va-kopai
- Kwe'va-kopai →Hualapai
- Kwerav, selo, Yuma
- Kwinyakwa'a →selo, Cocopa

## L
- Lagrimas de San Pedro, →sela, Halchidhoma
- Llagas →sela, Cocopa

## M
- Macombo, →selo, Papago
- Mange, →selo,  Pima
- Maricopa
- Mat-haupapaya →Yavepe
- Mata, (možda Papago)
- Mata'va-kopai →Hualapai
- Mati'bika,  selo, Mata'va-kopai
- Merced, →selo, Kohuana
- Merced, →selo,  Pima
- Mesquite, →selo, Papago
- Mexical →selo, Cocopa
- Milpais, →selo, Papago
- Mishongnovi, →selo, Hopi
- Moenkapi, →selo, Hopi
- Mohave
- Muiva, →selo, Sobaipuri
- Muketega'de, selo, Ko'o'u-kopai

## N
- Nacameri, →selo,  Pima
- Napeut, →selo,  Pima
- Nariz, →selo, Papago
- Noche Buena →selo, Cocopa
- Norchean →selo, Maricopa
- Noscario →selo, Maricopa
- Nümischapsakal →selo, Cocopa
- Nyav-kopai →Hualapai
- Nyi'i'ta, selo, Soto'lve-kopai

## O
- Oapars, →selo, Papago
- Ocaboa, →selo, Papago
- Ocuca, →selo,  Pima
- Oisur, →selo, Papago
- Oitac →selo, Maricopa
- Ojiataibues →selo, Maricopa
- Ojio, →selo, Sobaipuri
- Onia, →selo, Papago
- Ooltan, →selo, Papago
- Optuabo, →selo, (možda Sobaipuri)
- Oquitoa, →selo,  Pima
- Oraibi, →selo, Hopi
- Ormejea, →selo,  Pima
- Oskakumukchochikam, →selo,  Pima
- Oskuk, →selo,  Pima
- Otean, →selo, Papago

## P
- Papago
- Pasion, →selo,  Mohave
- Peepchiltk, →selo,  Pima
- Perigua, →selo, Papago
- Perinimo, →selo, Papago
- Pescadero, →selo,  Pima
- Pescador →selo, Cocopa
- Petaikuk, →selo,  Pima
- Piato, → Papago
- Pima
- Pipiaca →selo, Maricopa
- Pitac, →selo,  Pima
- Pitaya →selo, Maricopa
- Pitic, →selo, Papago
- Poso Blanco, →selo, Papago
- Poso Verde, →selo, Papago
- Potlapigua, →selo,  Pima
- Pozo Vicente →selo, Cocopa
- Presentacion, →selo, Halyikwamai (možda Quigyuma)
- Purificación, →selo (možda Papago)

## Q
- Quahatika
- Quiburi, →selo, Sobaipuri
- Quijotoa, →selo, Quahatika
- Quiquiborica, →selo, Sobaipuri
- Quitovaquita, →selo, Papago
- Quwi'-nye-há, selo, Soto'lve-kopai
- Qwa'ga-we', selo, Ko'o'u-kopai

## R
- Raton, →selo, Papago
- Remedios, →selo,  Pima
- Reyes, →selo, (možda Sobaipuri)
- Rsanuk, →selo,  Pima
- Rsotuk, →selo,  Pima

## S
- Sacaton, →selo,  Pima
- Sacaton →selo, Maricopa
- San Andrés Coata, →selo,  Pima
- San Angelo, →selo, Sobaipuri
- San Antonio →selo, Halchidhoma
- San Bernadino →selo, Maricopa
- San Bonifacio, (možda Papago)
- San Casimiro, →selo, Halyikwamai
- San Clemente, →selo, (možda Sobaipuri)
- San Cosme, →selo (možda Papago)
- San Felipe, →selo, Sobaipuri
- San Felix de Valois, →selo, Halyikwamai
- San Fernando, →selo,  Pima
- San Francisco Ati, →selo,  Pima
- San Francisco de Pima, →selo,  Pima
- San Geronimo, →selo, Maricopa
- San Ignacio,  →selo, Papago (s Pima)
- San Ildefonso, →selo, Papago
- San Jacome, →selo, Kohuana
- San Lazaro, (možda Papago)
- San Luis Babi, →selo, Papago
- San Martin, →selo, Maricopa
- San Martin, →selo (možda Papago)
- San Pedro, →selo,  Mohave
- San Rafael, →selo, Maricopa
- San Rafael, →selo, Papago
- San Rudesindo, →selo, Halyikwamai
- San Salvador, →selo, Sobaipuri
- San Sebastian, →selo, Kohuana (Cajuenche ili Diegueño)
- San Serafin, →selo,  Pima
- San Xavier del Bac, →selo, Sobaipuri
- Santa Barbara, →selo (možda Papago)
- Santa Coleta, →sela, Halchidhoma
- Santa Eulalia, →selo, (možda Sobaipuri)
- Santa Isabel, →selo,  Mohave
- Santa Rosa, →selo, Halyikwamai
- Santa Rosa, →selo, Papago
- Santan, →selo,  Pima
- Santos Angeles, →selo,  Pima
- Saopuk, →selo,  Pima
- Saric, →selo (možda Papago)
- Sasabac →selo, Maricopa
- Saucita, →selo, Papago
- Sepori, →selo,  Pima
- Sewi", selo, Ko'o'u-kopai
- Shakaik, →selo,  Pima
- Shipaulovi, →selo, Hopi
- Shobotarcham →selo, Maricopa
- Shongopovi, →selo, Hopi
- Shuuk, →selo, Papago (ili Pima)
- Sibagoida, →selo, (možda Maricopa)
- Sibrepue →selo, Maricopa
- Sichomovi, →selo, Hopi
- Sicoroidag, →selo, Maricopa
- Sierra Blanca, →selo, Papago
- Soba, →Papago,
- Sobaipuri
- Soenadut →selo, Maricopa
- Sonoita, →selo, Papago
- Sonoita, →selo, Sobaipuri
- Soto'lve-kopai →Hualapai
- Statannyik, →selo,  Pima
- Stucabitic →selo, Maricopa
- Stukamasoosatick, →selo,  Pima
- Suamca, →selo, Sobaipuri
- Sudac →selo, Maricopa
- Sudacsasaba →selo, Maricopa
- Sudacson, →selo,  Pima

## T
- Tachilta, →selo, Papago
- Tacquison, →selo, Papago
- Tadeovaqui →selo, Maricopa
- Tahapit →selo, Maricopa
- Tak-mi'nva →selo, Kwe'va-kopai
- Tak-tada'pa, → selo Hua'la-pai,
- Taki'otha'wa, selo, Ko'o'u-kopai
- Tamanikwawa →selo, Cocopa
- Tanyika", selo, Mata'va-kopai
- Tatsituk, →selo,  Pima
- Taumaturgo. →selo,  Pima
- Tecolote, →selo, Papago
- Tha'va-ka-lavala'va,  → selo, Hakia' tce-pai
- Tha've-nalnalwi'dje, selo, Nyav-kopai
- Thawinúya, selo, Soto'lve-kopai
- Toa →selo, Maricopa
- Toaedut →selo, Maricopa
- Tolkepaya  →Yavapai
- Tota, →selo, (možda Maricopa)
- Tubasa, →selo, Papago
- Tubo, probably Sobaipuri,
- Tuburch →selo, Maricopa
- Tuburh, →selo, Maricopa
- Tubuscabors, →selo,  Pima
- Tubutama, →selo, Papago
- Tubutavia →selo, Maricopa
- Tucavi, →selo, Maricopa
- Tucsani →selo, Maricopa
- Tucsasic →selo, Maricopa
- Tucson, →selo,  Pima (možda s Papago i Sobaipuri)
- Tucubavia, →selo,  Pima
- Tuesapit →selo, Maricopa
- Tumac, →selo, Maricopa
- Tumacacori, →selo, (možda Sobaipuri)
- Tuquisan →selo, Maricopa
- Turisai, →selo, (možda Sobaipuri)
- Tusonimon, →selo, Sobaipuri
- Tutoida, →selo, Sobaipuri
- Tutomagoidag →selo, Maricopa
- Tutuetac, →selo,  Pima

## U
- Uitorrum, →selo, Maricopa
- Uparch →selo, Maricopa
- Upasoitac, →selo, Maricopa
- Urchaoztac →selo, Maricopa
- Uturituc, →selo,  Pima

## V
- Valle, →selo, Papago

## W
- Wa-nye-ha', selo, Soto'lve-kopai
- Waika'i'la, selo, Soto'lve-kopai
- Walkamepa →Kewevikopaya
- Walpi, →selo, Hopi
- Wechurt, →selo,  Pima
- WeLsuL →selo, Cocopa
- Wi-ka-tava,  → selo, Hakia' tce-pai
- Wi-kanyo", selo, Ko'o'u-kopai
- Wi-kawea'ta, selo, Soto'lve-kopai
- Wi'ka-tavata'va, selo, Soto'lve-kopai
- Wikedjasapa →Kewevikopaya
- Winya'-ke-tawasa, selo, Soto'lve-kopa
- Witevikivol,  → selo, Hakia' tce-pai
- Witkitana'kwa → selo, Hakia' tce-pai
- Wiwakwa'ga, selo, Nyav-kopai
- Wiyakana'mo, selo, Soto'lve-kopa

## Y
- Yavapai
- Yavepe →Yavapai
- Yavepe vlastiti →Yavepe
- Yayahaye →selo, Maricopa
- Yiga't, selo, Nyav-kopai
- Yishiyul →selo, Cocopa (naselje Halyikwamaia 1848)
- Yuma

## Z
- Zuniga, (možda Papago)